# Sergio Gadea

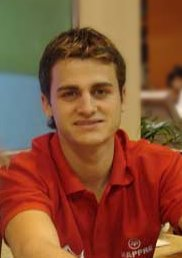
Sergio Gadea 2008

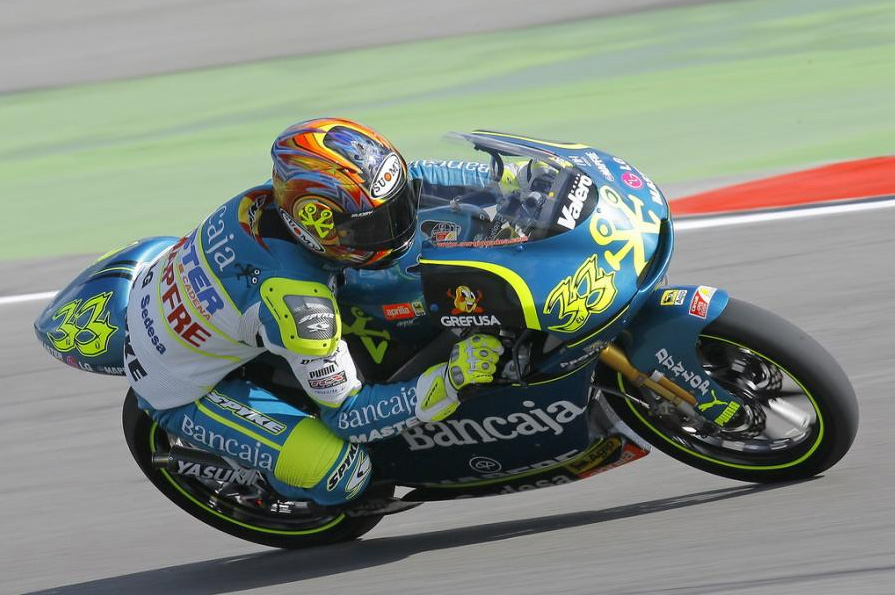
Sergio Gadea 2007 auf Aprilia

Sergio Gadea Panisello (* 30. Dezember 1984 in Puçol, Spanien) ist ein spanischer Motorradrennfahrer.
Zu ersten Einsätzen in der Motorrad-Weltmeisterschaft kam Gadea als Wildcard-Fahrer im Jahr 2003 auf Aprilia in der 125-cm³-Klasse. Ein Jahr darauf beendete er seine erste volle Saison auf dem 19. Rang. 2005 startete der Spanier erstmals für das Aspar-Team des vierfachen Weltmeisters Jorge Martínez. Mit dem zweiten Rang hinter Thomas Lüthi beim Großen Preis von Frankreich erreichte er seinen ersten Podestplatz und stieß in der Gesamtwertung auf den zwölften Platz vor. In der Saison 2006 erreichte Gadea nicht nur einen zweiten, sondern auch vier dritte Plätze, wurde Fünfter der WM-Gesamtwertung der Achtelliterklasse und war damit dennoch der schlechteste der vier Aspar-Piloten.
In der Saison 2007 konnte Gadea auf einer Aspar-Aprilia in Le Mans in Frankreich seinen ersten Grand-Prix-Sieg erringen. Es folgten der zweite Platz in Mugello und der dritte Rang beim Großen Preis von Valencia. Die WM endete für ihn auf dem siebten Platz. 2008 konnte der Spanier zwar den Grand Prix von Katar für sich entscheiden, fuhr aber ansonsten nicht aufs Podest und wurde Zwölfter der Gesamtwertung. In der folgenden Saison gewann Gadea die Dutch TT in Assen und holte je zwei zweite und dritte Plätze. In der WM wurde er Fünfter.
Zur Saison 2010 wechselte Gadea zum Team Tenerife 40 Pons des ehemaligen Weltmeisters Sito Pons und startete an der Seite von Axel Pons auf einer Maschine des deutschen Herstellers Kalex in der neu ins Leben gerufenen Moto2-Klasse.

## Statistik in der Motorrad-Weltmeisterschaft
| Saison | Klasse  | Motorrad   | Rennen | Siege | Podien | Poles | Punkte | Ergebnis |
| ------ | ------- | ---------- | ------ | ----- | ------ | ----- | ------ | -------- |
| 2003   | 125 cm³ | Aprilia    | 4      | –     | –      | –     | –      | –        |
| 2004   | 125 cm³ | Aprilia    | 16     | –     | –      | –     | 29     | 19.      |
| 2005   | 125 cm³ | Aprilia    | 16     | –     | 1      | 1     | 68     | 12.      |
| 2006   | 125 cm³ | Aprilia    | 16     | –     | 5      | –     | 160    | 5.       |
| 2007   | 125 cm³ | Aprilia    | 17     | 1     | 3      | –     | 160    | 7.       |
| 2008   | 125 cm³ | Aprilia    | 17     | 1     | 1      | 1     | 83     | 12.      |
| 2009   | 125 cm³ | Aprilia    | 16     | 1     | 5      | –     | 141    | 5.       |
| 2010   | Moto2   | Pons-Kalex | 17     | –     | 1      | –     | 67     | 17.      |
| 2011   | 125 cm³ | Aprilia    | 12     | –     | 2      | –     | 103    | 9.       |
| 2011   | Moto2   | Moriwaki   | 1      | –     | –      | –     | –      | –        |
| 2013   | Moto2   | Suter      | 1      | –     | –      | –     | –      | –        |
| Gesamt | Gesamt  | Gesamt     | 133    | 3     | 18     | 2     | 811    |          |